# Terrance Drew
Terrance Drew   (Saint Kitts i Nevis, 22 de novembre de 1976) és un metge i polític caribeny. El 5 d'agost del 2022, va ser elegit primer ministre de l'Estat americà de Saint Christopher i Nevis.
Va graduar-se a la Universitat Clarence Fitzroy Bryant el 1996. Als 19 anys, era professor de temps parcial a l'Institut de Basseterre. El 1998, va mudar-se a Cuba a estudiar Medicina, i es va graduar a la Universitat de Cièncias Mèdiques de Villa Clara de Santa Clara. Després, va retornar a Saint Christopher i Nevis per a exercir de metge. Llavors va anar a Texas, on es va graduar al Texas Tech University Health Sciences Center el 2013 en Medicina Interna.
Va ser elegit líder del Partit Laborista de Saint Christopher i Nevis el novembre de 2021, i va fer-lo vèncer les eleccions legislatives del 5 d'agost de 2022, cosa que li va permetre de ser investit com a primer ministre l'endemà.